# Bharata natyam

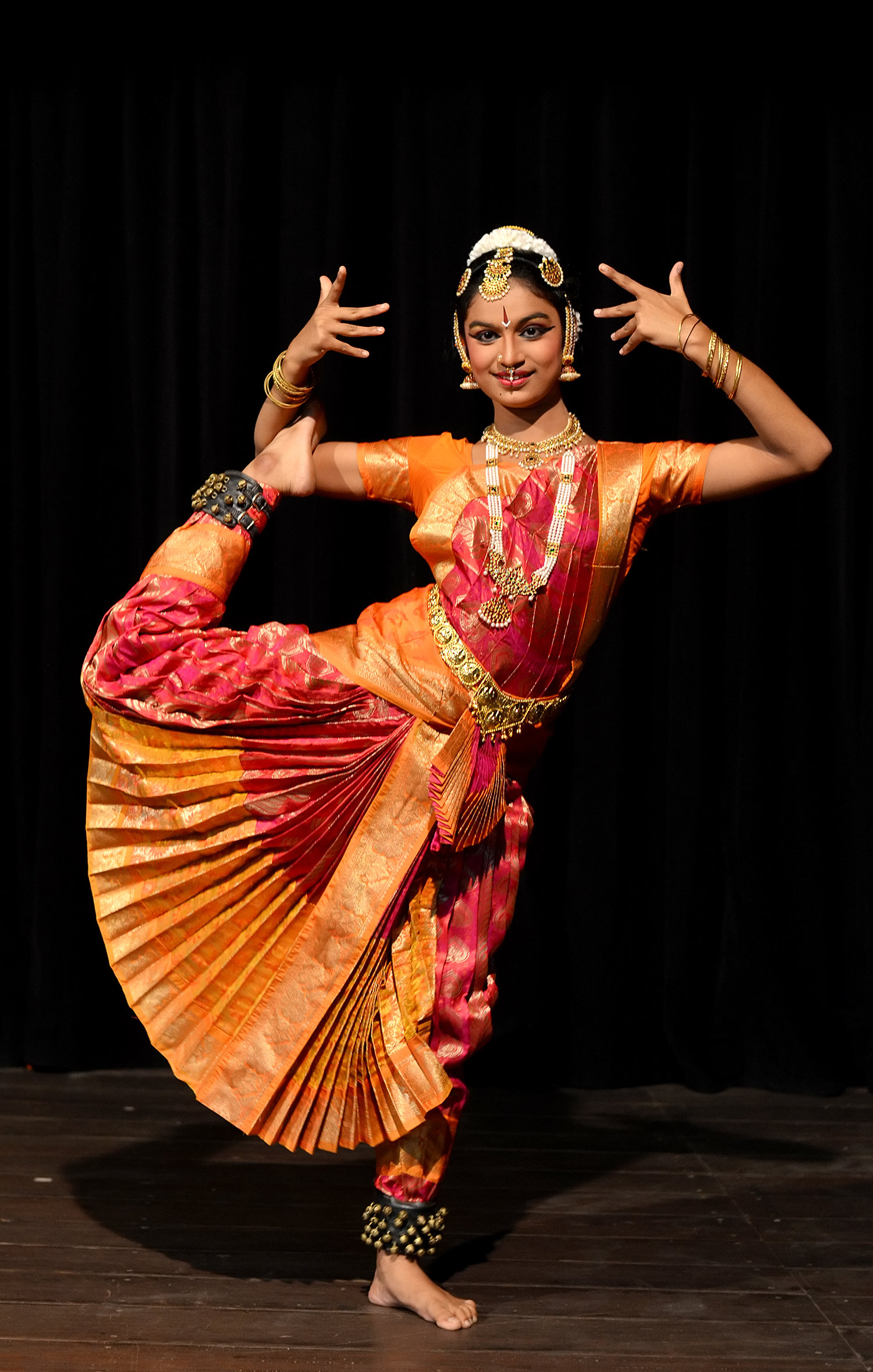
Bharata natyam dans

De bharata natyam is een vorm van Indiase klassieke dans die van oorsprong uit het zuiden van India komt. De naam Bharata Natyam is afkomstig van BHAva (uitdrukking) + RAga (muziek) + TAla (ritme) + Natyam wat dans betekent in het Tamil.
Bharata Natyam is meer dan 2000 jaar geleden ontstaan binnen de tempelmuren van Zuid-India. Beoefenaars en uitvoerders van deze danskunst waren de Devadasi's: dienaressen en toegewijden van god. 
Door de jaren heen heeft deze dansuiting zich ontwikkeld en is uitgegroeid tot een danskunst die nu vele podia siert. Kenmerkend zijn hoofd-, oog-, en nekbewegingen, ritmisch voetenwerk, handgebaren en verhalende expressie.
De drie essentiële onderdelen binnen de Bharata Natyam:
| Nritta | Pure technische dans zonder betekenis                                               |
| Natya  | Expressieve / Verhalende vorm van de dans                                           |
| Nritya | De combinatie van pure technische / abstracte dans en expressieve / verhalende dans |

Het hindoeïsme en de Zuid-Indiase cultuur zijn onlosmakelijk verbonden en terug te vinden in de dansstijl en de inhoud van de dans. Altijd in contact staande met het spirituele en het aardse, blijft Bharata Natyam zelfs nu in de 21ste eeuw het middel dat deze twee werelden laat versmelten en de mensen met een boodschap en schoonheid weet te raken.

De Bharata natyam is een solistische dans, waarvoor lang geoefend moet worden om het onder de knie te krijgen. Het wordt vaak aan jonge meisjes geleerd, maar tegenwoordig ook aan jongens. Tijdens de Engelse overheersing was deze dans voor jongens verboden; in de Franse kolonies in het zuiden van het land was het wel toegestaan. 
Er worden vele mudra's gebruikt.

## Voorstelling
Een typische voorstelling bevat bijvoorbeeld de volgende onderdelen:
- Ganapati Vandana: als begin een traditioneel gebed voor de god Ganesh die de obstakels uit de weg ruimt.
- Alarippu: een presentatie van het tala (ritme), gevolgd door lettergrepen die de danseres zingt. Het gaat in feite om een aanroeping van de goden die de voorstelling zegenen. Deze dans stelt de opening voor: de houdingen en bewegingen zijn steeds complexer en stellen de ontluiking van een bloem voor.
- Jatiswaram: een abstracte dans waarbij het ritme wordt gescandeerd door de tamboer. De danseres toont hier haar behendigheid met het voetenwerk en de bevalligheid van haar lichaam.
- Shabdam: de dans wordt hier bijgestaan door een gedicht of een lied, met als thema de godsverering of de liefde. Terwijl de voordracht zich ontvouwt, is dit de eerste verhalende dans. Er wordt gebruikgemaakt van de expressiviteit van de dans.
- Varnam: het centrale stuk van de voorstelling en tevens het langste deel, dat de meest complexe en moeilijke bewegingen laat zien. De houdingen van de handen en het lichaam vertellen een verhaal, meestal over de liefde en het verlangen.
- Padam: dit is waarschijnlijk het meest lyrische deel, waar de danseres verschillende vormen van de liefde uitdrukt in de aanbidding van het hoogste wezen, de moederliefde of de liefde tussen minnaars, die eerst van elkaar gescheiden waren en nu weer verenigd zijn.
- Tillana: het laatste deel is een abstracte dans, waar de virtuositeit van de muziek zich moet gaan meten met boeiende houdingen en voetenwerk van de danseres.
- De voorstelling eindigt met de vertelling van enkele religieuze verzen.

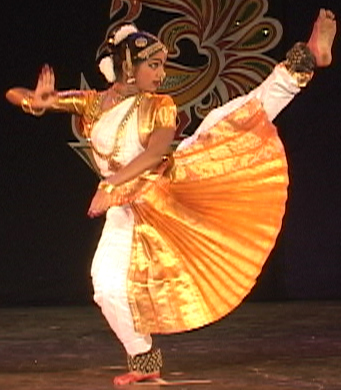
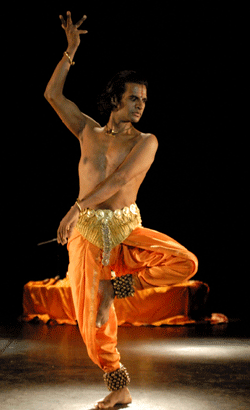